# Gran Premio de Montreal 2015
La 6.ª edición del Gran Premio de Montreal fue una carrera ciclista que se disputó el 13 de septiembre de 2015 en la ciudad de Montreal. Se llevó a cabo en el mismo circuito de ediciones anteriores, de 12,1 km, al que se le dieron 17 vueltas para completar un total de 205,7 km.
El recorrido incluyó tres cotas por vuelta: Camilien-Houde (1,8 km al 8 %), Cotê de la Plytechnique (0,8 km al 6 %) y la Avenue du Parc donde estaba la llegada (0,6 km al 4 %).
La carrera perteneció al UCI WorldTour 2015.
El ganador final fue Tim Wellens tras vener al esprínter a su compañero de fuga Adam Yates. Tercero fue Rui Costa que encabezó un grupo perseguidor.
En las clasificacioens secundarias se impusieron Louis Vervaeke (montaña) y Michael Woods (mejor canadiense).

## Equipos participantes
Tomaron parte en la carrera los mismos equipos que participaron del Gran Premio de Quebec (carrera que se realizó dos días antes), y los mismos ciclistas, de los que acabaron 64.
| WorldTeams (17)- AG2R La Mondiale - Astana - BMC Racing Team - Cannondale-Garmin - Etixx-Quick Step - FDJ - Giant-Alpecin - IAM Cycling - Katusha - Lampre-Merida - Lotto NL-Jumbo - Lotto-Soudal - Movistar Team - Orica-GreenEDGE - Sky - Tinkoff-Saxo - Trek Factory Racing Equipos continentales profesionales (3)- Bora-Argon 18 - Drapac - Europcar Equipo nacional- Canadá |
| |

## Clasificación final
| \| Clasificación general \| Clasificación general \| Clasificación general \| Clasificación general \| Clasificación general \| \| Ciclista \| Ciclista \| Equipo \| Tiempo \| \| \| --------------------- \| --------------------- \| --------------------- \| --------------------- \| --------------------- \| \| 1.º \| Tim Wellens \| Lotto-Soudal \| 5 h 20 min 09 s \| \| \| 2.º \| Adam Yates \| Orica-GreenEDGE \| + 0 s \| \| \| 3.º \| Rui Alberto Costa \| Lampre-Merida \| + 2 s \| \| \| 4.º \| Jan Bakelants \| AG2R La Mondiale \| + 4 s \| \| \| 5.º \| Tiesj Benoot \| Lotto-Soudal \| + 4 s \| \| \| 6.º \| Wilco Kelderman \| LottoNL-Jumbo \| + 5 s \| \| \| 7.º \| Romain Bardet \| AG2R La Mondiale \| + 5 s \| \| \| 8.º \| Robert Gesink \| LottoNL-Jumbo \| + 9 s \| \| \| 9.º \| Philippe Gilbert \| BMC Racing Team \| + 9 s \| \| \| 10.º \| Tom Slagter \| Cannondale-Garmin \| + 9 s \| \| \| 11.º \| Jürgen Roelandts \| Lotto-Soudal \| + 9 s \| \| \| 12.º \| Michał Kwiatkowski \| Etixx-Quick Step \| + 9 s \| \| \| 13.º \| Manuele Mori \| Lampre-Merida \| + 9 s \| \| \| 14.º \| Simon Geschke \| Giant-Alpecin \| + 9 s \| \| \| 15.º \| Alexis Vuillermoz \| AG2R La Mondiale \| + 12 s \| \| \| 16.º \| Simon Yates \| Orica-GreenEDGE \| + 12 s \| \| \| 17.º \| Bauke Mollema \| Trek Factory Racing \| + 12 s \| \| \| 18.º \| Alexéi Lutsenko \| Astana \| + 12 s \| \| \| 19.º \| Michael Matthews \| Orica-GreenEDGE \| + 12 s \| \| \| 20.º \| Tony Gallopin \| Lotto-Soudal \| + 15 s \| \| |                    |                     |                 |
| |                    |                     |                 |
| Fuentes: ProCyclingStats Cycling Quotient |                    |                     |                 |
| Clasificación general |                    |                     |                 |
| Ciclista | Ciclista           | Equipo              | Tiempo          |
| 1.º | Tim Wellens        | Lotto-Soudal        | 5 h 20 min 09 s |
| 2.º | Adam Yates         | Orica-GreenEDGE     | + 0 s           |
| 3.º | Rui Alberto Costa  | Lampre-Merida       | + 2 s           |
| 4.º | Jan Bakelants      | AG2R La Mondiale    | + 4 s           |
| 5.º | Tiesj Benoot       | Lotto-Soudal        | + 4 s           |
| 6.º | Wilco Kelderman    | LottoNL-Jumbo       | + 5 s           |
| 7.º | Romain Bardet      | AG2R La Mondiale    | + 5 s           |
| 8.º | Robert Gesink      | LottoNL-Jumbo       | + 9 s           |
| 9.º | Philippe Gilbert   | BMC Racing Team     | + 9 s           |
| 10.º | Tom Slagter        | Cannondale-Garmin   | + 9 s           |
| 11.º | Jürgen Roelandts   | Lotto-Soudal        | + 9 s           |
| 12.º | Michał Kwiatkowski | Etixx-Quick Step    | + 9 s           |
| 13.º | Manuele Mori       | Lampre-Merida       | + 9 s           |
| 14.º | Simon Geschke      | Giant-Alpecin       | + 9 s           |
| 15.º | Alexis Vuillermoz  | AG2R La Mondiale    | + 12 s          |
| 16.º | Simon Yates        | Orica-GreenEDGE     | + 12 s          |
| 17.º | Bauke Mollema      | Trek Factory Racing | + 12 s          |
| 18.º | Alexéi Lutsenko    | Astana              | + 12 s          |
| 19.º | Michael Matthews   | Orica-GreenEDGE     | + 12 s          |
| 20.º | Tony Gallopin      | Lotto-Soudal        | + 15 s          |